# Löffelbrücke
Die Löffelbrücke ist eine Straßenbrücke in Berlin, die im Bezirk Pankow im Zuge der Pasewalker Straße, kurz vor der Anschlussstelle zur A 114 nordöstlich liegt und über den Fluss Panke führt.

## Alte Brücke
Die alte Löffelbrücke wurde im Jahr 1930 erbaut, der Überbau im Fahrbahnbereich bestand aus einem Walzträger in Betonkonstruktion, der Unterbau war aus Stampfbeton. Die Brücke war flach, innerhalb eines Spundwandkastens gegründet, die lichte Weite betrug 9 Meter und sie hatte eine Breite von 35 Meter. Die alte Brücke wurde von Fußgänger- und Straßenverkehr sowie einer zweigleisigen Straßenbahnstrecke und Leitungen diverser Medienträger genutzt.

## Neue Brücke
Da der Zustand der alten Brücke sich verschlechtert hatte, wurde 2015–2020 für etwa 2,3 Millionen Euro am Ort der alten eine neue Brücke erstellt.
Diese wurde als Rahmenkonstruktion aus Stahlbeton gebaut und erhielt eine Tiefgründung aus lotrecht angeordneten Großbohrpfählen, die die vorhandenen Widerlager durchteufen und eine Einbindung in die tragfähigen Schichten des Baugrundes von mindestens 2,50 Metern aufweisen. Wie die alte hat auch die neue Brücke eine lichte Weite von 9 Meter und die Breite der neuen Brücke beträgt zwischen den Geländern 34,90 Metern. Wie die alte wird auch die neue Brücke zur Überführung von Fußgänger- und Straßenverkehr, Straßenbahngleise und Leitungen diverser Medienträger genutzt.